# Arthur Freymond
Pour les articles homonymes, voir Freymond.
Arthur Freymond, né le 1er mai 1879 à Ursins et mort le 6 août 1970 à Lausanne, est une personnalité politique suisse, membre du Parti radical-démocratique.

## Biographie
De confession protestante, originaire de Saint-Cierges, Arthur Freymond est le fils d'Eugène Freymond, instituteur, et d'Aline Carrard. Il épouse en 1905 Jeanne Heubi. Il obtient des licences ès sciences politiques (en 1906) et ès lettres (en 1910) à l'université de Lausanne. Il exerce comme professeur de français au collège cantonal entre 1903 et 1904, puis au gymnase des jeunes filles entre 1905 et 1916 et à l'école normale entre 1910 et 1918. Il est nommé directeur de l'Assurance mutuelle vaudoise en 1924 ; il en devient ensuite l'administrateur entre 1945 et 1968.
Membre de la Société de Belles-Lettres, il est le président du Cercle démocratique, ainsi que de la Société académique vaudoise entre 1925 et 1931. Il est membre de la commission du Livre d'or entre 1904 et 1906 et coauteur de l'Histoire de la Société de Belles-Lettres de Lausanne en 1906.

### Carrière politique
Membre du Parti radical-démocratique, il est conseiller communal (législatif) de la ville de Lausanne entre 1911 et 1918, puis conseiller municipal (exécutif) entre 1918 et 1922. Il est syndic de Lausanne entre le 1er janvier 1922 et le 30 avril 1924. Il est élu député au Grand Conseil vaudois entre 1921 et 1937,.